# Jang U-Shik
Jang U-shik (* 18. Januar 1914 in Sinŭiju, heute Teil von Nordkorea; † unbekannt) war ein japanischer Eisschnellläufer.
Jang, der an der Meiji-Universität studierte, wurde im Jahr 1935 bei den japanischen Meisterschaften Zweiter im Mehrkampf. Bei den Olympischen Winterspielen 1936 in Garmisch-Partenkirchen startete er unter seinen japanischen Namen Yushoku Cho. Dort kam er auf den 27. Platz über 5000 m und auf den 26. Rang über 10.000 m. Zudem nahm er an der Mehrkampf-Weltmeisterschaft 1936 in Davos teil, die er aber vorzeitig beendete. In den folgenden Jahren wurde er 1938 über 10.000 m, sowie 1938 und 1939 über 5000 m japanischer Meister. Über sein weiteres Leben nach dem Zweiten Weltkrieg gibt es widersprüchliche Angaben. Koreanische Quellen sagen, dass er nach Korea zurückgekehrt und dort 1971 gestorben ist, während japanische Quellen ihn als bis in die 1980er Jahre in Tokio lebend auflisten.

## Persönliche Bestleistungen
| Disziplin | Zeit        | Datum |
| --------- | ----------- | ----- |
| 500 m     | 47,4 s      | 1935  |
| 1500 m    | 2:28,4 min  | 1937  |
| 5000 m    | 8:47,0 min  | 1938  |
| 10.000 m  | 18:44,9 min | 1938  |